# Ardisia dwyeri
Ardisia dwyeri är en viveväxtart som beskrevs av Cyrus Longworth Lundell. Ardisia dwyeri ingår i släktet Ardisia och familjen viveväxter. Inga underarter finns listade i Catalogue of Life.